# Soizy-aux-Bois
Soizy-aux-Bois is een gemeente in het Franse departement Marne (regio Grand Est) en telt 142 inwoners (2005). De plaats maakt deel uit van het arrondissement Épernay.

## Geografie
De oppervlakte van Soizy-aux-Bois bedraagt 7,2 km², de bevolkingsdichtheid is 19,7 inwoners per km².
De onderstaande kaart toont de ligging van Soizy-aux-Bois met de belangrijkste infrastructuur en aangrenzende gemeenten.

## Demografie
Onderstaande figuur toont het verloop van het inwonertal (bron: INSEE-tellingen).